# Krzysztof Burnetko
Krzysztof Jacek Burnetko (ur. 6 sierpnia 1965) – polski dziennikarz prasowy i publicysta.

## Życiorys
Ukończył prawo na Uniwersytecie Jagiellońskim. W latach 80. współredagował podziemne pismo "Promieniści". Był korespondentem Rozgłośni Polskiej Radia Wolna Europa. W latach 1988–2005 był dziennikarzem związanym z "Tygodnikiem Powszechnym". Następnie przeszedł do redakcji "Polityki".
Jest autorem lub współautorem kilkunastu książek, w tym kilku przygotowanych wraz z Witoldem Beresiem w formie wywiadu-rzeki: z Markiem Edelmanem, Krzysztofem Kozłowskim oraz Januszem Onyszkiewiczem. Razem opublikowali także tom poświęcony reporterowi Ryszardowi Kapuścińskiemu (Kapuściński: Nie ogarniam świata) oraz rozmowę z księdzem Stanisławem Musiałem (Duchowny niepokorny). Wspólnie z Jerzym Skoczylasem napisał książkę Wałęsa. Ludzie. Epoka.
Odznaczony Złotym Krzyżem Zasługi (2011) oraz Krzyżem Kawalerskim Orderu Odrodzenia Polski (2015). Członek Stowarzyszenia Pracowników, Współpracowników i Przyjaciół Rozgłośni Polskiej Radia Wolna Europa Imienia Jana Nowaka-Jeziorańskiego w Warszawie.

## Wyróżnienia
Laureat nagród:
- 1987 – nagroda Polcul Foundation;
- 1989 – nagroda Stowarzyszenia Dziennikarzy Polskich „za normalny warsztat w nienormalnych czasach”;
- 2003 – nominacja do nagrody Grand Press branżowego miesięcznika „Press” w kategorii „publicystyka”;
- 2007 – AS EMPiK-u za książkę Kapuściński: Nie ogarniam świata;
- 2008 – nagroda Wydawców Książki Historycznej Klio za biografię Marek Edelman. Życie. Po prostu.

## Publikacje
- Andrzej i Krystyna. Późne obowiązki (współautor z Witoldem Beresiem), Panaceum-Bereś Media, Kraków 2017.
- Andrzej Wajda. Podejrzany, Agora, Warszawa 2013.
- Bohater z cienia. Losy Kazika Ratajzera (współautor z Witoldem Beresiem), Świat Książki, Warszawa 2012.
- Duchowny niepokorny: rozmowy z księdzem Stanisławem Musiałem (współautor z Witoldem Beresiem), Świat Książki, Warszawa 2006.
- Gliniarz z „Tygodnika”: rozmowy z byłym ministrem spraw wewnętrznych Krzysztofem Kozłowskim (współautor z Witoldem Beresiem), BGW, Warszawa 1991.
- Kapuściński: Nie ogarniam świata (współautor z Witoldem Beresiem), Świat Książki, Warszawa 2007.
- Krąg Turowicza. Tygodnik, czasy, ludzie: 1945–99 (współautor z Witoldem Beresiem i Joanną Podsadecką), Fundacja Świat ma Sens, Kraków 2012.
- Marek Edelman. Bóg śpi: ostatnie rozmowy (współautor z Witoldem Beresiem), Świat Książki, Warszawa 2010.
- Marek Edelman. Życie. Po prostu (współautor z Witoldem Beresiem), Świat Książki, Warszawa 2008.
- Wałęsa. Ludzie. Epoka (współautor z Jerzym Skoczylasem), Edipress, Warszawa 2005.
- Wszystko o Ewie (współautor z Anną Mateją), Fundacja im. Stefana Batorego, Warszawa 2011.
- Ze szczytów do NATO. Z ministrem obrony narodowej Januszem Onyszkiewiczem rozmawiają Witold Bereś i Krzysztof Burnetko (współautor z Witoldem Beresiem), Bellona, Warszawa 1999.